# Amerikaz Nightmare
Amerikaz Nightmare — шостий студійний альбом американського хіп-хоп дуету Mobb Deep, випущений 10 серпня 2004 на лейблі Jive Records через угоду з власним лейблом групи.
У записі альбому взяли участь репери Lil Jon, Jadakiss, Littles, Big Noyd, Twista та джі-фанк виконавець Nate Dogg. Альбом був спродюсований Havoc, The Alchemist, Kanye West, Red Spyda та Lil Jon.
Альбом дебютував на 4 місці у чарті Billboard 200 та 2 місці у чарті Top R&B/Hip-Hop Albums в американському журналі Billboard. Альбом також досяг 68 місця в чарті UK Albums Chart у Великій Британії. Альбом містить два сингли, які потрапили в чарти журналу Billboard: «Got It Twisted» і «Real Gangstaz».
За даними Soundscan, за перший тиждень було продано 109 тисяч копій альбому. Всього альбом був проданий тиражем у 500 тисяч екземплярів.

## Прийом критиків
Amerikaz Nightmare отримав позитивні відгуки від музичних критиків. Девід Джефріс з AllMusic присудив альбому три з половиною зірки з п'яти, додавши «У Мобб не все було добре, відколи календар перейшов на 2000 рік, але з Amerikaz Nightmare все стає краще. Amerikaz Nightmare — це похмурий альбом, який ви не хотіли б зустріти в провулку, і який може змусити Томаса Долбі звучати зловісно. Ліричні навички Prodigy завжди є перевагою, але він відсунутий на задній план Havoc'ом, який не лише грає на мікрофоні, а й продовжує рости як продюсер. Раніше вони звучали застряглими та самовпевненими, але цей справжній хіп-хоп-альбом у стилі старої школи знову знаходить Мобба голодним.».

## Список композицій
| #   | Назва                                       | Автор                                                             | Продюсер(и)   | Тривалість |
| --- | ------------------------------------------- | ----------------------------------------------------------------- | ------------- | ---------- |
| 1.  | «Amerikaz Nightmare»                        | Albert Johnson Kejuan Muchita                                     | Havoc         | 4:57       |
| 2.  | «Win or Lose»                               | Johnson Muchita Alan Maman Earl Randle James Shaw Willie Mitchell | The Alchemist | 3:12       |
| 3.  | «Flood the Block»                           | Johnson Muchita                                                   | Havoc         | 2:56       |
| 4.  | «Dump» (за участю Nate Dogg)                | Johnson Muchita Nathaniel Hale                                    | Havoc         | 3:17       |
| 5.  | «Got It Twisted»                            | Johnson Muchita Maman Jon Kerr Thomas Robertson                   | The Alchemist | 3:41       |
| 6.  | «When U Hear the»                           | Johnson Muchita Maman                                             | The Alchemist | 2:53       |
| 7.  | «Real Niggaz»                               | Johnson Muchita Andy Thelusma                                     | Red Spyda     | 4:39       |
| 8.  | «Shorty Wop»                                | Johnson Muchita                                                   | Havoc         | 3:33       |
| 9.  | «Real Gangstaz» (за участю Lil Jon)         | Johnson Muchita Jonathan Smith                                    | Lil Jon       | 4:08       |
| 10. | «One of Ours Part II» (за участю Jadakiss)  | Johnson Muchita Jason Phillips                                    | Havoc         | 4:21       |
| 11. | «On the Run»                                | Johnson Muchita                                                   | Havoc         | 3:46       |
| 12. | «Throw Your Hands (In the Air)»             | Johnson Muchita Kanye West                                        | Kanye West    | 3:57       |
| 13. | «Get Me» (за участю Littles та Big Noyd)    | Johnson Muchita Alfredo Bryant Tajuan Perry                       | Havoc         | 4:31       |
| 14. | «We Up»                                     | Johnson Muchita                                                   | Havoc         | 2:58       |
| 15. | «Neva Change»                               | Johnson Muchita Jim Porter                                        | Havoc         | 3:55       |
| 16. | «Got It Twisted» (Remix) (за участю Twista) | Johnson Muchita Kerr Robertson Carl Mitchell                      | The Alchemist | 4:43       |

## Семпли
Amerika’z Nightmare
- «Kismet» від Amon Düül.

Throw Your Hands (In the Air)
- «Live In Connecticut» від Cold Crush Brothers, «Doggone» від Love та «Still Life» від Esperanto.

Got It Twisted
- «She Blinded Me With Science» від Thomas Dolby та «Saturday Night Style» від Mikey Dread.

Win Or Lose
- «Here I Go Again» та Jean Plum.

Neva Change
- «Time for a Change» та The Eight Minutes.

When U Hear
- «No Promise of Tomorrow (Reprise)» та Howard Kenney.

We Up
- «Optimum» та Ten Plus

## Учасники запису
| Артисти - Mobb Deep — основний виконавець (всі треки) - Prodigy — основний виконавець (всі треки) - Havoc — основний виконавець (всі треки) - Nate Dogg — запрошений артист (трек 4) - Lil Jon — запрошений артист (трек 9) - Jadakiss — запрошений артист (трек 10) - Littles — запрошений артист (трек 13) - Big Noyd — запрошений артист (трек 13) - Twista — запрошений артист (трек 16) Технічний персонал - Том Койн - майстеринг - Стів Сола - зведення, запис - Майк Берман — зведення (треки 5, 7, 9, 11-16), запис (треки 1, 3-5, 7-9) | Продюсери - Havoc — продакшн (треки 1, 3, 4, 8, 10, 11, 13-15) - The Alchemist — продакшн (треки 2, 5, 6, 16) - Red Spyda — продакшн (трек 7) - Lil Jon — продакшн (трек 9) - Kanye West — продакшн (трек 12) Додатковий персонал - Даніель Гастінгс — арт-дирекція, дизайн, фотографія |

## Чарти
| Чарт (2004)                                  | Найвища позиція |
| -------------------------------------------- | --------------- |
| Франція French Albums (SNEP)                 | 33              |
| Німеччина German Albums (Offizielle Top 100) | 95              |
| Швейцарія Swiss Albums (Schweizer Hitparade) | 50              |
| Велика Британія UK Albums (OCC)              | 68              |
| США Billboard 200                            | 4               |
| США Top R&B/Hip-Hop Albums (Billboard)       | 2               |

| Чарт (2004)               | Позиція |
| ------------------------- | ------- |
| US Top R&B/Hip-Hop Albums | 82      |